# Турнір пам'яті Валерія Лобановського 2011
Турнір пам'яті Валерія Лобановського 2011 — дев'ятий офіційний турнір пам'яті Валерія Лобановського, що проходив у Києві з 9 по 10 серпня 2011 року. На турнірі взяли участь три молодіжні збірні віком до 21 року і одна олімпійська збірна до 23 років. Переможцем стала олімпійська збірна Узбекистану.

## Учасники
У турнірі взяли участь чотири збірні:
- Україна (U-21) (господарі)
- Ізраїль (U-21)
- Сербія (U-21)
- Узбекистан (U-23)

## Регламент
Кожна з команд стартувала з півфіналу, переможці яких виходили до фіналу, а клуби, що програли зіграли матч за 3-тє місце.

## Матчі

### Півфінали
| 9 серпня 2011 20:00 |

| Україна (U-21)                                          | 3:0      | Ізраїль (U-21) |
| ------------------------------------------------------- | -------- | -------------- |
| Денис Гармаш 54' Ігор Чайковський 59' Юрій Путраш 90+1' | Протокол |                |

| «Оболонь-Арена» |

| 9 серпня 2011 20:00 |

| Узбекистан (U-23) | 1:0      | Сербія (U-21) |
| ----------------- | -------- | ------------- |
| ? 57' ? 60'       | Протокол |               |

| «Динамо» ім. В. Лобановського (Київ) |

### Матч за 3-тє місце
| 10 серпня 2011 18:00 |

| Ізраїль (U-21) | 0:1      | Сербія (U-21) |
| -------------- | -------- | ------------- |
|                | Протокол | ? 34'         |

| «Оболонь-Арена» |

### Фінал
| 10 серпня 2011 18:00 |

| Україна (U-21) | 0:0 7:8 (пен.) | Узбекистан (U-23) |
| -------------- | -------------- | ----------------- |
|                | Протокол       |                   |

| «Динамо» ім. В. Лобановського (Київ) |

## Переможець
| Володар Кубка Лобановського |
| --------------------------- |
| Узбекистан (U-23) 1-й титул |

## Склади

### Україна
Воротарі: Максим Коваль (Динамо), Ігор Березовський (Оболонь), Артем Тетенко (Шахтар);
Захисники: Богдан Бутко (Іллічівець), Сергій Кривцов (Шахтар), Євген Опанасенко (Металург З), Темур Парцванія (Динамо-2), Юрій Путраш (Оболонь), Євген Ткачук (Ворскла)
Півзахисники: Роман Безус (Ворскла), Андрій Богданов (Арсенал), Євген Буднік, Дмитро Єременко (обидва — Металвст), Віталій Віценець (Шахтар), Денис Гармаш (Динамо), Дмитро Гречишкін, Віталій Федотов, Ігор Чайковський (всі — Іллічівець), Кирило Петров (Кривбас), Ігор Пластун (Оболонь), Станіслав Причиненко (Таврія), Дмитро Хомченовський (Зоря), Євген Шахов (Дніпро)
Нападники: Віталій Іванко (Металург Д), Євген Павлов (Волинь)